# 石塚武生
石塚 武生（いしづか たけお、1952年5月18日 - 2009年8月6日）は、東京都出身のラグビー選手・指導者。現役時代のポジションはフランカー（FL）。

## 経歴

### 選手時代
國學院久我山高校3年でラグビーを始める。
早稲田大学ラグビー蹴球部では4年時で主将を務め、1974年の関東大学対抗戦、大学選手権の2冠に導く。同年、日本代表に初選出され、ニュージーランド遠征に参加。ニュージーランド学生代表戦で代表試合デビューを果たす。
卒業後の1975年、リコーに入社。代表では1980年以降主将を務め、1983年まで積み上げた28キャップは、1989年に林敏之に破られるまで最多記録であった。
現役時代は身長170センチ、体重75キロとフランカーとしては小柄ながら、果敢にタックルに向かう姿から「タックルマン」の愛称で親しまれた。1975年9月24日のウェールズ戦は82-6で日本代表の大敗に終わったが、後半20分でJ・Jウィリアムズをタックルで止めたそのプレーは歴史的な場面として言い伝えられている。

### 監督時代
その後は伊勢丹ラグビー部に移籍し、引退後は同チームの監督に就任。
チームを東日本リーグ昇格に導き、吉田義人らをスカウト後、全国社会人大会ベスト8を経験する。
また、母校である早大の監督を2年間（1996～1997年）務めた。
2001年から2006年まで日本協会の普及育成担当を務める間には、U19日本代表団長兼監督（2003～2005年度）も兼務した。
また、オーストラリアラグビー協会公認コーチ資格レベル1取得、オーストラリアコーチ資格レベル2を取得した。
2006年、常総学院高校ラグビー部の監督に就任。
2009年8月6日、前日まで長野県菅平高原でコーチ合宿に参加していたが、突然死症候群により死去。享年57。

## 記念
2023年2月に開催された第19回（2022年度）SMBCカップ 全国小学生タグラグビー大会の全国大会において、「石塚賞」が設けられた。「フレンドシップを発揮し見ている人達に勇気を与えてくれたチーム」として、福井ジュニアラグビースクール、横浜日野タグラグビークラブ「暁」、日向市立財光寺小学校「財光寺ブラックス」、読谷村立渡慶次小学校「渡慶次Wild Waves」、始良市立重富小学校「重富ゼット」、高島グリーンボンバーズに贈呈された。